# Cuil
Cuil（クール）は、インターネット上にあった検索エンジン。

## 概要
Googleの元エンジニアたちによって立ち上げられた。
2008年7月28日からサービス開始。2010年9月17日にサービスを停止した。その後、クロールして蓄積していたデータ（2007年と2008年の一時期ぶんの計310テラバイト）をインターネットアーカイブに寄贈している。
2014年現在では、サービスが再開されている。
Founder(設立者)として名を連ねていたのはTom Costello（CEO）、Anna Patterson（President）、Russell Power（VP of Engineering）。

## 名前の由来
「Cuil」は、古いアイルランド語で「知識」を意味する。